# Tour de France à la voile 2017
Navigation
2016 2018
Le Tour de France à Voile 2017 est le 40e Tour de France à la voile.

## Compétitions et animations
En plus de la prestigieuse course opposant les Diam 24, un classement Jeune ainsi qu'un classement amateur seront établis.

## Equipages
En 2017, les 29 équipages qui concourent sont ainsi répartis :
- 22 français, 3 suisses, 1 belge, 1 espagnol 1 omanais et 1 anglais.
- 16 ne concourent que pour le classement général, 6 pour le classement amateur et 7 pour le classement jeunes.
- 1 équipage 100% féminin : Helvetia by Normandy Elite Team avec Pauline Courtois

## Parcours et déroulement de la compétition
Le Grand Départ est donné le 7 juillet 2017 à Dunkerque et la Grande Arrivée est prévue le 30 juillet 2017 à Nice.
La course est composée de 9 actes de deux scènes (excepté pour le grand départ et la grande arrivée qui comportent trois scènes).
La scène 1 est un raid côtier, alors que la scène 2 est un stade nautique.
| \| Dunkerque Fécamp Jullouville Arzon Les Sables-d'Olonne Roses (ESP) Le Grau-du-Roi Marseille Nice \| Localisation des villes étapes du TFV 2017. |
| Dunkerque Fécamp Jullouville Arzon Les Sables-d'Olonne Roses (ESP) Le Grau-du-Roi Marseille Nice                                                   |

## Vainqueurs d'étapes
| Acte.Scène | Date            | Ville               | Type                          | Distance | Vainqueur Team                         | Vainqueur Skipper                     |
| ---------- | --------------- | ------------------- | ----------------------------- | -------- | -------------------------------------- | ------------------------------------- |
| 1.1        | ven. 7 juillet  | Dunkerque           | Raid côtier                   | 33NM     | Team SFS                               | Sofian Bouvet                         |
| 1.2        | sam. 8 juillet  | Dunkerque           | Raid côtier court (exibition) | 16NM     | -                                      | -                                     |
| 1.3        | dim. 9 juillet  | Dunkerque           | Stade Nautique                | 16NM     | Team SFS                               | Sofian Bouvet                         |
| 2.1        | lun. 10 juillet | Fécamp              | Raid côtier                   | 35NM     | Lorina Mojito                          | Solune Robert - Riwann Perron         |
| 2.2        | mar. 11 juillet | Fécamp              | Stade Nautique                |          | Beijaflore Sailing                     | Valentin Bellet                       |
| 3.1        | jeu. 13 juillet | Jullouville         | Raid côtier                   | 40NM     | Lorina Limonade                        | Quentin Delapierre - Matthieu Salomon |
| 3.2        | ven. 14 juillet | Jullouville         | Stade Nautique                |          | Lorina Limonade                        | Quentin Delapierre - Matthieu Salomon |
| 4.1        | sam. 15 juillet | Arzon               | Raid côtier                   | 36NM     | Vivacar.fr Cefim                       | Matthieu Souben                       |
| 4.2        | dim. 16 juillet | Arzon               | Stade Nautique                |          | Trésors de Tahiti                      | Teva Plichart                         |
| 5.1        | lun. 17 juillet | Les Sables-d'Olonne | Raid côtier                   |          | Team SFS                               | Sofian Bouvet                         |
| 5.2        | mar. 18 juillet | Les Sables-d'Olonne | Stade Nautique                |          | Team SFS                               | Sofian Bouvet                         |
| 6.1        | ven. 21 juillet | Roses               | Raid côtier                   |          | Fondation FDJ - Des pieds et des mains | Damien Seguin - Damien Iehl           |
| 6.2        | sam. 22 juillet | Roses               | Stade Nautique                |          | Trésors de Tahiti                      | Teva Plichart                         |
| 7.1        | dim. 23 juillet | Le Grau-du-Roi      | Raid côtier                   | 42NM     | Team SFS                               | Sofian Bouvet                         |
| 7.2        | lun. 24 juillet | Le Grau-du-Roi      | Stade Nautique                |          | Lorina Limonade                        | Quentin Delapierre - Matthieu Salomon |
| 8.1        | mer. 26 juillet | Marseille           | annulé                        |          | annulé                                 | annulé                                |
| 8.2        | jeu. 27 juillet | Marseille           | Stade Nautique                |          | Beijaflore Sailing                     | Valentin Bellet                       |
| 9.1        | ven. 28 juillet | Nice                | Raid côtier                   |          | Team SFS                               | Sofian Bouvet                         |
| 9.2        | sam. 29 juillet | Nice                | Stade Nautique                |          | Fondation FDJ - Des pieds et des mains | Damien Seguin - Damien Iehl           |
| 9.3        | dim. 30 juillet | Nice                |                               |          |                                        |                                       |

## Classement final
| Pos. | Team                                   | Skipper                     | Points |
| ---- | -------------------------------------- | --------------------------- | ------ |
| 1    | Fondation FDJ - Des pieds et des mains | Damien Seguin / Damien Iehl | 837    |
| 2    | Trésors de Tahiti                      | Teva Plichart               | 808    |
| 3    | Beijaflore Sailing                     | Valentin Bellet             | 806    |
| 3    | Team SFS                               | Sofian Bouvet               | 805    |
| 4    | Team Oman Sail                         | Thierry Douillard           | 800    |